# 66 v.Chr.
Het jaar 66 v.Chr. is een jaartal volgens de christelijke jaartelling.

## Gebeurtenissen

### Italië
- Manius Aemilius Lepidus en Lucius Volcatius Tullus zijn consul in het Imperium Romanum.
- De Senaat benoemt Marcus Tullius Cicero tot praetor en president van het Volkstribunaal.

### Klein-Azië
- Het Romeinse leger onder bevel van Gnaeus Pompeius Magnus verslaat Mithridates VI van Pontus bij Nikopol. Hij vlucht naar de Krim, aan de Zee van Azov.
- Pompeius vestigt zijn hoofdmacht in Damascus en twee legioenen op de Scopusberg even boven Jeruzalem.
- De Romeinen dwingen Tigranes II van Armenië een schatting (6.000 talents) te betalen aan Rome.